# The Bleeding House
The Bleeding House is een Amerikaanse horrorfilm uit 2011, geschreven en geregisseerd door Philip Gelatt.

## Verhaal
De familie Smith met een geheim verleden wordt bezocht door een vriendelijke heer uit het zuiden die op zoek is naar de menselijkheid van een kleine stad. Maar ze zullen snel ontdekken dat vriendelijkheid jegens vreemden niet altijd wordt beloond en de geheimzinnige vreemdeling zal merken dat verlossing niet altijd gemakkelijk is.

## Rolverdeling
| Acteur           | Personage                |
| ---------------- | ------------------------ |
| Alexandra Chando | Gloria Smith / Blackbird |
| Patrick Breen    | Nick                     |
| Charlie Hewson   | Quentin Smith            |
| Betsy Aidem      | Marilyn Smith            |
| Richard Bekins   | Matt Smith               |
| Nina Lisandrello | Lynne                    |

## Ontvangst
Op Rotten Tomatoes heeft The Bleeding House een waarde van 40% en een gemiddelde score van 4,8/10, gebaseerd op 5 recensies.